# Tukani
Tukani (lat. Ramphastidae) su porodica ptica iz reda Piciformes. Imaju izuzetno velik kljun, a vrsta s najvećim kljunom je veliki tukan (Ramphastots toco), s duljinom kljuna od 23 cm. U bliskom su srodstvu s barbetima i potiču od zajedničkog pretka.

## Opis
Tukani su nezgrapne ptice veličine od 29 cm i 130 g kod vrste Pteroglossus inscriptus do 63 cm i 680 g kod velikig tukana. Imaju upadljiv veliki kljun koji je kod mužjaka obično duži. Iako izgleda težak, vrlo je lagan jer tanka rožnata prevlaka prekriva šuplju unutrašnjost kljuna, u kojoj su isprepletene brojne potporne palice. Ponekada se kljun slomi, ali neke ptice uspjevaju dugo preživjeti, pa čak i kada im je slomljen velik dio kljuna. 
Tukani se hrane uglavnom voćem, ali također i kukcima i nekim kralježnjacima; neke vrste i aktivno love guštere, zmije, ptiće i ptičija jaja. Tokom pljačkanja gnijezda veliki kljun prestraši roditelje ptića i oni ne napadaju tukana; u napad kreću tek kada tukan odleti i pokaže svoja nezaštićena leđa. Kljun tukanima omogućava i da budu dominantni u odnosu na druge ptice koje se hrane voćem. Imaju dug jezik i nazubljen kljun i često su im goli dijelovi kože na licima jarko obojeni. Neke vrste blijedih očiju imaju tamne šare ispred i iza crne zjenice, te zbog toga izgleda kao da imaju vodoravni prorez.
Perje tukana je šareno i postoje razne kombinacije: crna s crvenom, žutom i bijelom, crna i zelena sa žutom crvenom i kestenjastom bojom itd. Ne pokazuju izražen spolni dimorfizam, osim kod vrsta roda Selenidera i nekih arasarija.
Oglašavaju se neglazbenim kreštanjem, groktanjem i sličnim zvukovima, ali nekolicina ih izvodi glazbeno cviljenje i kliktanje.

## Razmnožavanje
Svi se tukani gnijezde u dupljama drveća, a neke vrste preuzimaju napuštena gnijezda djetlića ili barbeta ili ih ponekada otjeraju i prošire rupu. Prostorija za gnijezdo je neobložena i tu ženka snese 1-5 bijelih jaja koja inkubiraju oba roditelja 15-18 dana. Ptići su potpuno goli bez imalo perja. Nakon izlijeganja mladunci ostaju u gnijezdu sljedećih 40 do 60 dana, a hrane ih oba roditelja.

## Rasprostranjenost
Tukani nastanjuju Južnu Ameriku od Meksika do sjeverne Argentine. Staništa su im prašume i savane. Rijetko ih se viđa iznad 3650 m nadmorske visine.

## Vanjske poveznice
- Tukan ptica  Arhivirana inačica izvorne stranice od 16. prosinca 2011. (Wayback Machine) na http://vijesti.gorila.hr  Arhivirana inačica izvorne stranice od 27. veljače 2012. (Wayback Machine)
- Opsežna galerija tukana  Arhivirana inačica izvorne stranice od 11. travnja 2007. (Wayback Machine) (engl.)
- Popis tukana  Arhivirana inačica izvorne stranice od 26. siječnja 2021. (Wayback Machine) (engl.)

## Drugi projekti
|  | Zajednički poslužitelj ima još gradiva o temi tukani |
|  | Wikivrste imaju podatke o taksonu tukani             |